# Bert Konterman
Bert Konterman (* 14. ledna 1971, Rouveen, Nizozemsko), je bývalý nizozemský fotbalový obránce a reprezentant a později fotbalový trenér. Mimo Nizozemsko hrál ve Skotsku.

## Klubová kariéra
V Nizozemsku hrál na profesionální úrovni za kluby FC Zwolle, SC Cambuur, Willem II Tilburg, Feyenoord a Vitesse. V letech 2000–2003 působil ve skotském týmu Rangers FC (v kádru byl i jeho krajan a reprezentační spoluhráč Arthur Numan).

## Reprezentační kariéra
V A-mužstvu Nizozemska debutoval 31. 3. 1999 v přátelském utkání v Amsterdamu proti týmu Argentiny (remíza 1:1). Celkem odehrál v letech 1999–2000 za nizozemský národní tým 12 zápasů, branku nevstřelil.
Zúčastnil se domácího EURA 2000 (konaného v Nizozemsku a Belgii).